# Пудож
Пудож (рус. Пудож) град је у Русији у Карелији.

## Становништво
| 1939. | 1959. | 1970. | 1979. | 1989.  | 2002.  | 2010. |
| ----- | ----- | ----- | ----- | ------ | ------ | ----- |
| 4,405 | 7.044 | 7.970 | 8.692 | 10.982 | 10.632 | 9.698 |